# Liste der Gemälde von Édouard Manet
Die Liste der Gemälde von Édouard Manet enthält das bekannte Gesamtwerk der in Öl ausgeführten Bilder des französischen Malers Édouard Manet. Nicht in dieser Liste enthalten sind die Pastelle von Édouard Manet, für die es eine gesonderte Liste gibt. Diese Trennung orientiert sich an der Aufteilung des zuletzt veröffentlichten Werkverzeichnisses der Autoren Rouart/Wildenstein aus dem Jahr 1975.
Die genaue Zahl der Gemälde von Édouard Manet ist nicht bekannt. Er selbst hat vor allem in den 1860er Jahren eine Reihe von Gemälden zerstört, so dass sein Frühwerk heute sicher unvollständig ist. Zudem ist bei einigen Bildern bekannt, dass er diese zerschnitten und anschließend einzelne Fragmente weiter bearbeitet hat. In der nachfolgenden Liste sind diese Werke entsprechend gekennzeichnet. Ein weiteres Problem sind Werke, bei denen die Autorschaft Manets umstritten ist. Hierzu trug zunächst Manets Witwe Suzanne Manet bei, die gelegentlich Kopien von Manets Werken anfertigen ließ, um beim Verkauf von Originalen ihres Mannes Erinnerungsstücke zu behalten. Später gelangten diese Kopien teilweise als vermeintliche Originale in den Kunstmarkt. Darüber hinaus kam es nach Manets Tod 1883 gelegentlich zu zweifelhaften Zuschreibungen, als der Wert für seine Gemälde schnell zu steigen begann. Diese Bilder befinden sich heute zum Teil in Museen und werden dort als eigenständige Werke Manets bezeichnet. Die problematischen Werke sind in der Liste der zweifelhaften Zuschreibungen entsprechend gekennzeichnet.
Die Datierung der Gemälde Manets stellt ein weiteres Problem bei der listenhaften Erfassung seiner Gemälde dar. Zwar gibt es bei einigen Gemälden ein von Manet auf dem Bild notiertes Entstehungsjahr oder es existieren Aufzeichnungen in Briefen oder in seinem Verkaufsbuch, aber bei einer größeren Zahl seiner Gemälde fehlen solche Hinweise. Manets Biografen haben zum Teil versucht, durch Befragung von Manets Familie und Freundeskreis weitere Informationen zu erhalten, aber diese Erinnerungen waren manchmal ungenau oder widersprachen sich. Kunsthistoriker haben zudem stilistische Vergleiche vorgenommen, um die Entstehungszeit bei den Bildern einzugrenzen. Eine exakte Bestimmung auf ein genaues Jahr war dabei nicht immer möglich, so dass es hier häufig Differenzen gibt.

## Liste der Werke Manets
Die Angaben in der Liste sind überwiegend aus dem Werkverzeichnis von Denis Rouart und Daniel Wildenstein aus dem Jahr 1975 übernommen. Entsprechend sind die Titel in französischer Sprache angegeben. Auf die zusätzliche Angabe von deutschen Titeln wurde bewusst verzichtet, da diese häufig in mehreren Varianten vorliegen. Unter WV 1975 ist die Nummer im Werkverzeichnis von Rouart/Wildenstein Band I (RW) angegeben. Die Spalte Sammlung zeigt teilweise abweichend vom Werkverzeichnis, soweit bekannt, den aktuellen Besitzer. Bilder, die erst nach dem Erscheinen des Werkverzeichnisses 1975 als authentische Werke anerkannt wurden, sind ebenfalls in dieser Liste vermerkt. Bilder, deren Echtheit angezweifelt wird, sind in einer nachfolgenden Liste gesondert aufgeführt.
| Bild                | Titel (französisch)                                            | Entstehungsjahr        | Format in cm        | WV 1975 | Sammlung, Ort                                                                 |
| ------------------- | -------------------------------------------------------------- | ---------------------- | ------------------- | ------- | ----------------------------------------------------------------------------- |
| kein Bild verfügbar | Diane au bain                                                  | 1852                   | unbekannt           | RW 1    | verschollen                                                                   |
|                     | Tête d’un jeune homme                                          | 1853                   | 41 × 32 cm          | RW 2    | Musée d’Orsay Paris                                                           |
|                     | Le barque de Dante                                             | 1854 ?                 | 33 × 42 cm          | RW 3    | Metropolitan Museum of Art New York                                           |
|                     | Le barque de Dante                                             | 1854 ?                 | 38 × 46 cm          | RW 4    | Musée des Beaux–Arts Lyon                                                     |
|                     | La vierge au lapin blanc                                       | 1850–60                | 71 × 84 cm          | RW 5    | Louvre Paris                                                                  |
|                     | Autoportrait du Tintoret                                       | 1854                   | 64 × 50 cm          | RW 6    | Musée des Beaux–Arts Dijon                                                    |
|                     | La venus d’Urbin                                               | 1856                   | 24 × 37 cm          | RW 7    | Privatsammlung                                                                |
|                     | Leçon d’anatomie                                               | 1856                   | 25 × 39 cm          | RW 8    | Privatsammlung                                                                |
|                     | La venus du Pardo                                              | 1856                   | 47 × 85 cm          | RW 9    | Musée Marmottan Monet Paris                                                   |
|                     | Tête de vielle femme                                           | 1856                   | 50 × 40 cm          | RW 10   | Reuben und Edith Hecht Museum Haifa                                           |
|                     | Tête d’homme                                                   | 1856                   | 55 × 46 cm          | RW 11   | Privatsammlung                                                                |
|                     | Portrait d’un homme                                            | 1856                   | 56 × 47 cm          | RW 12   | Nationalgalerie Prag im Veletržní palác Prag                                  |
|                     | Christ au rosseau                                              | um 1856                | 45 × 36 cm          | RW 13   | Privatsammlung                                                                |
|                     | Le Christ jardinier                                            | um 1856                | 39 × 32 cm          | RW 14   | Privatsammlung                                                                |
| kein Bild verfügbar | Portrait d’Helène Fourment avec ses enfants                    | 1857                   | unbekannt           | RW 15   | verschollen                                                                   |
|                     | Chardons                                                       | 1858–1860              | 65 × 54 cm          | RW 16   | Von der Heydt-Museum Wuppertal                                                |
|                     | Fumeur / Le buveur d’absinthe                                  | 1858?                  | 41 × 32 cm          | RW 17   | Privatsammlung                                                                |
|                     | Gamin aux cerises                                              | 1858                   | 65 × 55 cm          | RW 18   | Museu Calouste Gulbenkian Lissabon                                            |
|                     | Le buveur d’absinthe                                           | 1859–1859              | 180,5 × 105,6 cm    | RW 19   | Ny Carlsberg Glyptotek Kopenhagen                                             |
|                     | Femme à la cruche                                              | 1858–1890              | 56 × 47,2 cm        | RW 20   | Ordrupgaard Ordrup                                                            |
|                     | Les petit cavaliers                                            | 1859                   | 45,7 × 75,5 cm      | RW 21   | Chrysler Museum of Art Norfolk (Virginia)                                     |
|                     | Portrait de l’Abbé Hurel                                       | 1859                   | 47 × 37 cm          | RW 22   | Privatsammlung                                                                |
|                     | Troncs d’arbes                                                 | 1859                   | 46 × 38 cm          | RW 23   | Privatsammlung                                                                |
|                     | Étude d’arbres                                                 | 1859                   | 54 × 30 cm          | RW 24   | Privatsammlung                                                                |
|                     | Scène d’atelier espagnol                                       | 1860–1862              | 46 × 38 cm          | RW 25   | Privatsammlung                                                                |
|                     | Cavaliers espagnols                                            | um 1859–1860           | 45,5 × 26,5 cm      | RW 26   | Musée des Beaux-Arts Lyon                                                     |
|                     | Portrait d’un homme (Le chanteur Rubin?, Paul Roudier?)        | 1860                   | 61 × 50 cm          | RW 27   | Kröller-Müller Museum Otterlo                                                 |
|                     | Les étudiants de Salamanque                                    | 1859–1860              | 72,8 × 93 cm        | RW 28   | Pola Museum of Art Hakone-Sengokuhara                                         |
|                     | L’italienne                                                    | 1860                   | 74 × 60 cm          | RW 29   | Privatsammlung                                                                |
|                     | Portrait de M. et Mme Auguste Manet                            | 1860                   | 111,5 × 91 cm       | RW 30   | Musée d’Orsay Paris                                                           |
|                     | La dame au gant (Portrait de Mme Brunet)                       | 1860–1867              | 130 × 98 cm         | RW 31   | J. Paul Getty Museum Los Angeles                                              |
|                     | Chanteur espagnol                                              | 1860                   | 147,3 × 114,3 cm    | RW 32   | Metropolitan Museum of Art New York                                           |
|                     | Gamin au chevreau                                              | 1859–1860              | 19 × 17 cm          | RW 33   | Privatsammlung                                                                |
|                     | Espagnole à la croix noire                                     | um 1865                | 61 × 50 cm          | RW 34   | Dallas Museum of Art Dallas                                                   |
|                     | Liseur                                                         | 1861                   | 99,7 × 81,3 cm      | RW 35   | Saint Louis Art Museum St. Louis                                              |
|                     | La pêche                                                       | 1862–1863              | 76,8 × 123,2 cm     | RW 36   | Metropolitan Museum of Art New York                                           |
|                     | Garçon à l’epée                                                | 1860–1861              | 131,1 × 93,4 cm     | RW 37   | Metropolitan Museum of Art New York                                           |
|                     | La nymphe surprise                                             | 1861                   | 34 × 25 cm          | RW 38   | Privatsammlung                                                                |
|                     | La nymphe surprise                                             | 1860                   | 35,5 × 46 cm        | RW 39   | Nationalmuseum Oslo Oslo                                                      |
|                     | La nymphe surprise                                             | 1859–1861              | 144,5 × 112,5 cm    | RW 40   | Museo Nacional de Bellas Artes Buenos Aires                                   |
| kein Bild verfügbar | Les gitanes                                                    | 1862                   | unbekannt           | RW 41   | von Manet zerschnitten Erhaltene Fragmente sind RW 42, RW 43 und RW 44        |
|                     | Gitan                                                          | 1862                   | 90 × 74 cm          | RW 42   | Louvre Abu Dhabi Abu Dhabi                                                    |
|                     | Régalade                                                       | 1861–1862              | 61,8 × 54,3 cm      | RW 43   | Art Institute of Chicago Chicago                                              |
|                     | Un cabas et des oignons                                        | 1861                   | 27 × 35 cm          | RW 44   | Louvre Abu Dhabi Abu Dhabi                                                    |
| kein Bild verfügbar | Bohémienne                                                     | um 1861                | 92 × 75 cm          | RW 45   | von Manet zerschnitten                                                        |
|                     | Gitane à la cigarette                                          | 1862 ?                 | 92 × 73 cm          | RW 46   | Princeton University Art Museum Princeton (New Jersey)                        |
|                     | Garçon au chien                                                | 1860                   | 92 × 72 cm          | RW 47   | Privatsammlung                                                                |
|                     | Portrait de Jeanne Duval                                       | 1862                   | 90 × 113 cm         | RW 48   | Ungarische Nationalgalerie Budapest                                           |
|                     | La femme aux chiens                                            | 1858                   | 92 × 65 cm          | RW 49   | Privatsammlung                                                                |
|                     | Chanteuse des rues                                             | 1862–1863              | 175,2 × 108,5 cm    | RW 50   | Museum of Fine Arts, Boston Boston                                            |
|                     | Musique aux Tuileries                                          | 1862                   | 76,2 × 118,1 cm     | RW 51   | National Gallery London und Dublin City Gallery The Hugh Lane Dublin          |
|                     | Le vieux musicien                                              | 1862                   | 186 × 247 cm        | RW 52   | National Gallery of Art Washington, D.C.                                      |
|                     | Lola de Valence                                                | 1862                   | 123 × 92 cm         | RW 53   | Musée d’Orsay Paris                                                           |
|                     | Ballerin, Mariano Camprubi                                     | 1862–63                | 47 × 33 cm          | RW 54   | Privatsammlung                                                                |
|                     | Ballet espagnol                                                | 1862                   | 60,9 × 90,5 cm      | RW 55   | Phillips Collection Washington, D.C.                                          |
|                     | Jeune femme en costume de toréador                             | 1862                   | 55,7 × 45,7 cm      | RW 56   | Privatsammlung                                                                |
|                     | Portrait de Victorine Meurent                                  | 1862                   | 43 × 43 cm          | RW 57   | Museum of Fine Arts, Boston Boston                                            |
|                     | Mlle Victorine en costume d’espada                             | 1862                   | 165,1 × 127,6 cm    | RW 58   | Metropolitan Museum of Art New York                                           |
|                     | Jeune femme en costume de toréador                             | 1862                   | 94,7 × 113,7 cm     | RW 59   | Yale University Art Gallery New Haven (Connecticut)                           |
|                     | Nature morte, guitare et chapeau                               | 1862                   | 77,5 × 121,5 cm     | RW 60   | Musée Calvet Avignon                                                          |
|                     | Le petit Lange                                                 | um 1861                | 117 × 71 cm         | RW 61   | Staatliche Kunsthalle Karlsruhe Karlsruhe                                     |
|                     | Portrait de Mme la Mère de Manet                               | um 1863                | 105 × 80 cm         | RW 62   | Isabella Stewart Gardner Museum Boston                                        |
|                     | Huîtres                                                        | 1862                   | 39,2 × 46,8 cm      | RW 63   | National Gallery of Art Washington, D.C.                                      |
|                     | Pont d’un bateau                                               | um 1868                | 56,4 × 47 cm        | RW 64   | National Gallery of Victoria Melbourne                                        |
|                     | La pêche                                                       | 1863                   | 46 × 56 cm          | RW 65   | Von der Heydt-Museum Wuppertal                                                |
|                     | Déjeuner sur l’herbe                                           | 1863                   | 98,5 × 115 cm       | RW 66   | Courtauld Institute of Art London                                             |
|                     | Déjeuner sur l’herbe                                           | 1863                   | 208 × 264 cm        | RW 67   | Musée d’Orsay Paris                                                           |
|                     | Négresse                                                       | 1862–63                | 59 × 49 cm          | RW 68   | Pinacoteca Giovanni e Marella Agnelli Turin                                   |
|                     | Olympia                                                        | 1863                   | 130,5 × 190 cm      | RW 69   | Musée d’Orsay Paris                                                           |
|                     | Jeune homme en costume de majo                                 | 1863                   | 188 × 124,8 cm      | RW 70   | Metropolitan Museum of Art New York                                           |
| kein Bild verfügbar | Episode d’un combat de taureaux                                | 1864                   | unbekannt           | RW 71   | von Manet zerschnitten Erhaltene Fragmente sind RW 72 und RW 73               |
|                     | Combat de taureaux (Le torédor mort)                           | 1863–64                | 76 × 153,3 cm       | RW 72   | National Gallery of Art Washington, D.C.                                      |
|                     | Corrida                                                        | 1864                   | 48 × 108 cm         | RW 73   | Frick Collection New York                                                     |
|                     | Le Christ mort et les anges                                    | 1864                   | 179 × 150 cm        | RW 74   | Metropolitan Museum of Art New York                                           |
|                     | Bateau de pêche arrivant vent arrière (Le Kearsage à Boulogne) | 1864                   | 81,6 × 100 cm       | RW 75   | Metropolitan Museum of Art New York                                           |
|                     | Combat entre le Kearsage et l’Alabama                          | 1864                   | 134 × 127 cm        | RW 76   | Philadelphia Museum of Art Philadelphia                                       |
|                     | Marine                                                         | um 1864–68             | 21 × 26 cm          | RW 77   | Privatsammlung                                                                |
|                     | Sortie du port de Boulogne                                     | 1864–65                | 73,6 × 92,6 cm      | RW 78   | Art Institute of Chicago Chicago                                              |
|                     | Navires en mer                                                 | 1868                   | 81,4 × 100,3 cm     | RW 79   | Philadelphia Museum of Art Philadelphia                                       |
|                     | Nature morte, huîtres, anguilles et rouget                     | 1864 oder 1868         | 73,4 × 91,2 cm      | RW 80   | Art Institute of Chicago Chicago                                              |
|                     | Nature morte, rouget et anguille                               | 1864                   | 38 × 46,5 cm        | RW 81   | Musée d’Orsay Paris                                                           |
|                     | Nature morte, saumon, brochet, crevettes                       | 1864                   | 44,5 × 71,8 cm      | RW 82   | Norton Simon Museum Pasadena (Kalifornien)                                    |
|                     | Fruits sur une table                                           | 1864                   | 45 × 73,5 cm        | RW 83   | Musée d’Orsay Paris                                                           |
|                     | Nature morte, deux poires                                      | 1864                   | 28,5 × 32,4 cm      | RW 84   | Privatsammlung                                                                |
|                     | Nature morte, raisins et figues                                | 1864                   | 21 × 26 cm          | RW 85   | Privatsammlung                                                                |
|                     | Vase de pivoines sur piédouche                                 | 1864                   | 93,2 × 70,2 cm      | RW 86   | Musée d’Orsay Paris                                                           |
|                     | Vase de pivoines sur un plateau laqué                          | 1864                   | 59 × 34 cm          | RW 87   | Metropolitan Museum of Art New York                                           |
|                     | Branche de pivoines blanches et sécateur                       | 1864 ?                 | 31 × 46,5 cm        | RW 88   | Musée d’Orsay Paris                                                           |
|                     | Pivoines dans un bock                                          | 1861–62                | 46 × 36,8 cm        | RW 89   | Metropolitan Museum of Art New York                                           |
|                     | Pivoines, fleur et bouton                                      | 1864                   | 63,5 × 53,5 cm      | RW 90   | Privatsammlung                                                                |
|                     | Tige de pivoines et sécateur                                   | 1864                   | 56,8 × 46,2 cm      | RW 91   | Musée d’Orsay Paris                                                           |
|                     | Portrait de Zacharie Astruc                                    | 1864                   | 90 × 116 cm         | RW 92   | Kunsthalle Bremen Bremen                                                      |
| kein Bild verfügbar | Courses á Longchamp                                            | 1864                   | unbekannt           | RW 93   | von Manet zerschnitten                                                        |
|                     | Pelouse du Champ de Courses á Longchamp                        | 1865                   | 38 × 23,4 cm        | RW 94   | Privatsammlung                                                                |
|                     | Champ de Courses                                               | 1865                   | 41 × 31 cm          | RW 95   | Cincinnati Art Museum Cincinnati                                              |
|                     | Les Courses                                                    | 1865                   | 34 × 41 cm          | RW 96   | Privatsammlung                                                                |
|                     | Courses á Longchamp                                            | um 1865                | 12,6 × 21, 9 cm     | RW 97   | National Gallery of Art Washington, D.C.                                      |
|                     | Courses á Longchamp                                            | um 1867                | 73,9 × 84,5 cm      | RW 98   | Art Institute of Chicago Chicago                                              |
|                     | Le philosophe                                                  | um 1864–1867           | 187,3 × 110,5 cm    | RW 99   | Art Institute of Chicago Chicago                                              |
|                     | Un Philosophe oder Le Philosophe au Béret                      | um 1865–67             | 187,7 × 109,9 cm    | RW 100  | Art Institute of Chicago Chicago                                              |
|                     | Tête de Christ                                                 | 1865                   | 46 × 38 cm          | RW 101  | Fine Arts Museums of San Francisco San Francisco                              |
|                     | Le Christ insulté par les soldats                              | 1865                   | 190,8 × 148,3 cm    | RW 102  | Art Institute of Chicago Chicago                                              |
|                     | Portrait de Pabillos de Valladolid                             | 1865                   | 64 × 37 cm          | RW 103  | Columbus Museum of Art Columbus (Ohio)                                        |
|                     | Moine en prière                                                | 1865                   | 146,4 × 115 cm      | RW 104  | Museum of Fine Arts, Boston Boston                                            |
|                     | Angelina (Un Dame à sa fenêtre)                                | um 1865                | 92 × 73,5 cm        | RW 105  | Musée d’Orsay Paris                                                           |
|                     | L’acteur tragique (Rouvière dans le rôle de Hamlet)            | 1866                   | 187,2 × 108,1 cm    | RW 106  | National Gallery of Art Washington, D.C.                                      |
|                     | Combat de taureaux                                             | 1865                   | 90 × 110 cm         | RW 107  | Musée d’Orsay Paris                                                           |
|                     | Combat de taureaux (Mort du taureaux)                          | 1865–66                | 48 × 60,4 cm        | RW 108  | Art Institute of Chicago Chicago                                              |
|                     | Combat de taureaux                                             | 1866                   | 64 × 78 cm          | RW 109  | Privatsammlung                                                                |
|                     | La posada                                                      | 1866                   | 52 × 89 cm          | RW 110  | Hill-Stead Museum Farmington (Connecticut)                                    |
|                     | Le matador saluant                                             | 1866–67                | 171 × 113 cm        | RW 111  | Metropolitan Museum of Art New York                                           |
|                     | Le fumeur                                                      | 1866                   | 100 × 80 cm         | RW 112  | Minneapolis Institute of Arts Minneapolis                                     |
|                     | Le fifre                                                       | um 1866                | 160 × 98 cm         | RW 113  | Musée d’Orsay Paris                                                           |
|                     | La liseuse                                                     | 1865                   | 64 × 80 cm          | RW 114  | Privatsammlung                                                                |
|                     | La femme au perroquet                                          | 1866                   | 185,1 × 128,6 cm    | RW 115  | Metropolitan Museum of Art New York                                           |
|                     | Portrait de Madame Manet                                       | um 1874–1876           | 60 × 50 cm          | RW 116  | Norton Simon Museum Pasadena (Kalifornien)                                    |
|                     | Portrait de Madame Manet (en profil)                           | um 1873                | 100,3 × 78,4 cm     | RW 117  | Metropolitan Museum of Art New York                                           |
|                     | Un lapin                                                       | 1866                   | 62 × 48 cm          | RW 118  | Musée Angladon Avignon                                                        |
|                     | Noix dans un saladier                                          | 1866                   | 26 × 45 cm          | RW 119  | Privatsammlung                                                                |
|                     | Un panier de fruits                                            | um 1866                | 37,8 × 44,4 cm      | RW 120  | Museum of Fine Arts, Boston Boston                                            |
|                     | Fruits et melon sur un buffet                                  | um 1866                | 69 × 92 cm          | RW 121  | National Gallery of Art Washington, D.C.                                      |
|                     | Joueuse de guitare                                             | um 1867                | 66 × 822 cm         | RW 122  | Hill-Stead Museum Farmington (Connecticut)                                    |
|                     | L’exposition universelle de 1867                               | 1867                   | 108 × 196,5 cm      | RW 123  | Nationalmuseum Oslo Oslo                                                      |
|                     | L’execution de Maximilien                                      | 1867                   | 196 × 260 cm        | RW 124  | Museum of Fine Arts, Boston Boston                                            |
|                     | L’execution de Maximilien                                      | 1867                   | 48 × 58 cm          | RW 125  | Ny Carlsberg Glyptotek Kopenhagen                                             |
|                     | L’execution de Maximilien                                      | 1867–68                | 193 × 284 cm        | RW 126  | National Gallery London                                                       |
|                     | L’execution d’Empereur Maximilien                              | 1868–69                | 252 × 305 cm        | RW 127  | Kunsthalle Mannheim Mannheim                                                  |
|                     | Portrait d’Émile Zola                                          | 1868                   | 146 × 114 cm        | RW 128  | Musée d’Orsay Paris                                                           |
|                     | Les bulles de savon                                            | um 1867                | 100,5 × 81,4 cm     | RW 129  | Museu Calouste Gulbenkian Lissabon                                            |
|                     | Jeune homme à la poire                                         | 1868                   | 85 × 71 cm          | RW 130  | Schwedisches Nationalmuseum Stockholm                                         |
|                     | Mme Manet au piano                                             | um 1868                | 38 × 46 cm          | RW 131  | Musée d’Orsay Paris                                                           |
|                     | Portrait de Théodor Duret                                      | 1868                   | 43 × 35 cm          | RW 132  | Petit Palais Paris                                                            |
|                     | Portrait de Mademoiselle Claus (Esquisse partielle du Balcon)  | 1868                   | 71 × 43 cm          | RW 133  | Ashmolean Museum Oxford                                                       |
|                     | Le balcon                                                      | 1868–69                | 169 × 125 cm        | RW 134  | Musée d’Orsay Paris                                                           |
|                     | Le déjeuner dans l’atelier                                     | 1868                   | 118,3 × 154 cm      | RW 135  | Neue Pinakothek München                                                       |
|                     | La Lecture                                                     | 1865–73                | 61 × 74 cm          | RW 136  | Musée d’Orsay Paris                                                           |
|                     | Le chiffonier                                                  | 1869                   | 195 × 130 cm        | RW 137  | Norton Simon Museum Pasadena (Kalifornien)                                    |
|                     | Portrait de Berthe Morisot au manchon                          | um 1869                | 73 × 60 cm          | RW 138  | Cleveland Museum of Art Cleveland                                             |
|                     | Berthe Morisot de profil                                       | 1869                   | 41 × 32 cm          | RW 139  | Privatsammlung                                                                |
|                     | Le Saumon                                                      | 1866                   | 73,5 × 94 cm        | RW 140  | Shelburne Museum Shelburne (Vermont)                                          |
|                     | Amandes, groseilles, pêches                                    | 1869                   | 17 × 22 cm          | RW 141  | Privatsammlung                                                                |
|                     | Les amandes                                                    | 1869                   | 21 × 26 cm          | RW 142  | Privatsammlung                                                                |
|                     | Port de Boulogne au claire de lune                             | um 1869                | 82 × 101 cm         | RW 143  | Musée d’Orsay Paris                                                           |
|                     | La Jetée de Boulogne                                           | 1869                   | 33 × 45 cm          | RW 144  | Minnesota Marine Art Museum Winona (Minnesota)                                |
|                     | La Jetée de Boulogne                                           | 1869                   | 59,5 × 73,3 cm      | RW 145  | Van Gogh Museum Amsterdam                                                     |
|                     | Le départ du bateau de Folkstone                               | 1869                   | 62 × 100,5 cm       | RW 146  | Sammlung Oskar Reinhart «Am Römerholz» Winterthur                             |
|                     | Le départ du bateau de Folkstone                               | 1869                   | 60 × 73,5 cm        | RW 147  | Philadelphia Museum of Art Philadelphia                                       |
|                     | Sur la plage de Boulogne                                       | 1869                   | 32 × 65 cm          | RW 148  | Virginia Museum of Fine Arts Richmond (Virginia)                              |
|                     | Marine (Barques de pêche)                                      | 1869                   | 38,5 × 47 cm        | RW 149  | Privatsammlung                                                                |
|                     | Bateaux en mer, soleil couchant                                | um 1868                | 43 × 94 cm          | RW 150  | Musée d’art moderne André Malraux Le Havre                                    |
|                     | Leçon de musique                                               | 1870                   | 97 × 82 cm          | RW 151  | Privatsammlung                                                                |
|                     | Leçon de musique                                               | 1870                   | 141 × 173,1 cm      | RW 152  | Museum of Fine Arts, Boston Boston                                            |
|                     | Eva Gonzalès en train de peindre dans le studio de Manet       | 1870                   | 56 × 46 cm          | RW 153  | Privatsammlung                                                                |
|                     | Portrait d’Eva Gonzalès                                        | 1870                   | 198 × 135 cm        | RW 154  | National Gallery London                                                       |
|                     | Jardin                                                         | 1870                   | 44,5 × 54 cm        | RW 155  | Shelburne Museum Shelburne (Vermont)                                          |
|                     | Femme en buste / Tête de femme                                 | 1870                   | 56 × 46 cm          | RW 156  | Privatsammlung                                                                |
|                     | Brioche                                                        | 1870                   | 65 × 81 cm          | RW 157  | Metropolitan Museum of Art New York                                           |
|                     | Repos                                                          | 1869–70                | 147,8 × 111 cm      | RW 158  | Rhode Island School of Design Museum Providence                               |
|                     | Petit-Montrouge pendent la guerre                              | 1870                   | 59,7 × 46,5 cm      | RW 159  | National Museum Cardiff Cardiff                                               |
|                     | Portrait de Marie Lefébure à cheval (L’amazone)                | um 1870–75             | 88 × 116 cm         | RW 160  | Museu de Arte de São Paulo São Paulo                                          |
|                     | Le peintre Émile Guillaudin à cheval                           | 1870                   | cm                  | RW 161  | Privatsammlung                                                                |
|                     | L’enterrement                                                  | um 1867–70 cm          | 72,7 × 90,5 cm      | RW 162  | Metropolitan Museum of Art New York                                           |
|                     | Oloron-Sainte-Marie                                            | 1871                   | 42,5 × 62,5 cm      | RW 163  | Stiftung Sammlung E. G. Bührle Zürich                                         |
|                     | Le port de Bordeaux                                            | 1871                   | 65 × 100 cm         | RW 164  | Privatsammlung                                                                |
|                     | Arcachon, temps d’orage                                        | 1871                   | 34 × 49 cm          | RW 165  | Privatsammlung                                                                |
|                     | Le bassin d’Arcachon                                           | 1871                   | 35 × 55 cm          | RW 166  | Stiftung Sammlung E. G. Bührle Zürich                                         |
|                     | Marine, Arcachon, temps d’orage                                | 1871                   | 20,6 × 36,7 cm      | RW 167  | Privatsammlung                                                                |
|                     | Arcachon, beau temps                                           | 1871                   | 25 × 42 cm          | RW 168  | Denver Art Museum Denver                                                      |
|                     | Plage à marée basse                                            | 1871                   | 37 × 51 cm          | RW 169  | Privatsammlung                                                                |
|                     | Intérieur à Arcachon                                           | 1871                   | 39,4 × 53,7 cm      | RW 170  | Sterling and Francine Clark Art Institute Williamstown (Massachusetts)        |
|                     | Le vélocipédiste                                               | 1871                   | 53 × 20 cm          | RW 171  | Privatsammlung                                                                |
|                     | Le lédrier                                                     | 1871                   | 19,5 × 24,5 cm      | RW 172  | Privatsammlung                                                                |
|                     | Partie de croquet à Boulogne-sur-mer                           | um 1872                | 47 × 73 cm          | RW 173  | Nelson-Atkins Museum of Art, Kansas City (Missouri)                           |
|                     | Le port de Calais                                              | um 1868                | 81,5 × 100,7 cm     | RW 174  | Privatsammlung                                                                |
|                     | La Sultane (Jeune femme en costume oriental)                   | um 1862–65             | 96 × 74,5 cm        | RW 175  | Stiftung Sammlung E. G. Bührle Zürich                                         |
|                     | La brune aux seins nus                                         | um 1872                | 60 × 46 cm          | RW 176  | Privatsammlung                                                                |
|                     | Portrait de Berthe Morisot                                     | 1872                   | 46,5 × 32,5 cm      | RW 177  | Hiroshima Museum of Art Hiroshima                                             |
|                     | Jeune femme voilée                                             | um 1872                | 61 × 47 cm          | RW 178  | Privatsammlung (Musée du Petit Palais, Genf)                                  |
|                     | Berthe Morisot au bouquet de violettes                         | 1872                   | 55 × 40 cm          | RW 179  | Musée d’Orsay Paris                                                           |
|                     | Bouquet et violettes et eventail                               | 1872                   | 21 × 27 cm          | RW 180  | Privatsammlung                                                                |
|                     | Berthe Morisot à l’éventail                                    | 1872                   | 60 × 45 cm          | RW 181  | Musée d’Orsay Paris                                                           |
|                     | Femme à l’ombrelle                                             | 1872                   | 48,2 × 40 cm        | RW 182  | Privatsammlung                                                                |
|                     | Femme au lorgnon                                               | 1872                   | 38 × 42 cm          | RW 183  | Privatsammlung                                                                |
|                     | Courses au Bois de Boulogne                                    | 1872                   | 73 × 92 cm          | RW 184  | Privatsammlung                                                                |
|                     | Vue de Hollande                                                | 1872                   | 50,2 × 60,3 cm      | RW 185  | Philadelphia Museum of Art Philadelphia                                       |
|                     | Le bon bock                                                    | 1873                   | 94 × 83 cm          | RW 186  | Philadelphia Museum of Art Philadelphia                                       |
|                     | Palette au bock                                                | 1873                   | 50 × 38 cm          | RW 187  | Privatsammlung                                                                |
|                     | Sur la plage                                                   | 1873                   | 59,6 × 73,2 cm      | RW 188  | Musée d’Orsay Paris                                                           |
|                     | Sur la plage de Boulogne-sur-mer                               | um 1868                | 38 × 44 cm          | RW 189  | Detroit Institute of Arts Detroit                                             |
|                     | Les hirondelles                                                | 1873                   | 65 × 81 cm          | RW 190  | Stiftung Sammlung E. G. Bührle Zürich                                         |
|                     | Vaches au pâturage                                             | 1873                   | 12 × 31 cm          | RW 191  | Privatsammlung                                                                |
|                     | Pêcheur en mer                                                 | 1873                   | 63 × 79,3 cm        | RW 192  | Museum of Fine Arts, Houston Houston                                          |
|                     | Bateaux abordant                                               | 1873                   | 59 × 60 cm          | RW 193  | Barnes Foundation Philadelphia                                                |
|                     | Bateaux de pêcheur, Berck                                      | 1873                   | 50 × 61,5 cm        | RW 194  | Privatsammlung                                                                |
|                     | Bateau de pêcheur au plage des Berck                           | 1873                   | 20 × 33 cm          | RW 195  | Privatsammlung                                                                |
|                     | Marée montante                                                 | 1873                   | 47 × 5 cm8          | RW 196  | Privatsammlung                                                                |
|                     | Bateaux en mer                                                 | um 1864–68             | 34 × 55,8 cm        | RW 197  | Cleveland Museum of Art Cleveland                                             |
|                     | Plage de Berck-sur-merà marée basse                            | 1873                   | 56 × 73 cm          | RW 198  | Wadsworth Atheneum Hartford (Connecticut)                                     |
|                     | Plage à marée basse                                            | 1873                   | 59 × 10 cm          | RW 199  | Privatsammlung                                                                |
|                     | Marine, temps d’orage                                          | 1873                   | 9 × 13 cm           | RW 200  | Nationalmuseum für westliche Kunst Tokio                                      |
|                     | Marine à Berck-sur-mer / Bateau de pechê et pêcheurs           | 1873                   | 49,2 × 79,7 cm      | RW 201  | Grey Art Gallery New York City                                                |
|                     | Mme Edouard Manet et paysage à Berck                           | 1873                   | 46 × 50 cm          | RW 202  | Privatsammlung                                                                |
|                     | Jeune femme accoudée (Marguerite de Conflans)                  | 1873                   | 53,5 × 45 cm        | RW 203  | Smith College Museum of Art Northampton (Massachusetts)                       |
|                     | Feune fille en blanc (Marguerite de Conflans au capuchon)      | 1873                   | 56 × 46 cm          | RW 204  | Sammlung Oskar Reinhart «Am Römerholz» Winterthur                             |
|                     | Marguerite de Conflans en robe de bal                          | 1873                   | 54 × 35,5 cm        | RW 205  | Courtauld Institute of Art London                                             |
|                     | Marguerite de Conflans aux cheveux defaits                     | 1873                   | 65 × 50 cm          | RW 206  | Privatsammlung                                                                |
|                     | Le chemin de fer                                               | 1872–73                | 93 × 114 cm         | RW 207  | National Gallery of Art Washington, D.C.                                      |
|                     | Dame aux éventails (Nina de Callais)                           | 1873–74                | 113 × 166 cm        | RW 208  | Musée d’Orsay Paris                                                           |
|                     | Berthe Morisot, etundue                                        | 1873                   | 26 × 34 cm          | RW 209  | Musée Marmottan Monet Paris                                                   |
|                     | Etude de Portrait de Berthe Morisot                            | 1873                   | 49,4 × 64,2 cm      | RW 210  | Privatsammlung                                                                |
|                     | La partie de croquet à Paris                                   | 1873                   | 72 × 106 cm         | RW 211  | Städelsches Kunstinstitut Frankfurt am Main                                   |
|                     | Polichinelle                                                   | 1873                   | 53 × 35 cm          | RW 212  | Privatsammlung                                                                |
|                     | Polichinelle                                                   | 1873                   | 50,5 × 32,8 cm      | RW 213  | Privatsammlung                                                                |
|                     | Bal masqué à l’opéra                                           | 1873                   | 35 × 27 cm          | RW 214  | Privatsammlung                                                                |
|                     | Bal masqué à l’opéra                                           | 1873                   | 46,5 × 38,5 cm      | RW 215  | Artizon Museum Tokio                                                          |
|                     | Bal masqué à l’opera                                           | 1873                   | 60 × 73 cm          | RW 216  | National Gallery of Art Washington, D.C.                                      |
|                     | Intérieur                                                      | 1873                   | 37 × 19,5 cm        | RW 217  | Privatsammlung                                                                |
|                     | Claude Monet et sa femme dans son studio                       | 1874                   | 106,5 × 135 cm      | RW 218  | Staatsgalerie Stuttgart Stuttgart                                             |
|                     | Claude Monet et sa femme dans son studio                       | 1874                   | 80 × 98 cm          | RW 219  | Neue Pinakothek München                                                       |
|                     | Bords de la Seine à Argenteuil                                 | 1874                   | 62,3 × 103 cm       | RW 220  | Courtauld Institute of Art London Dauerleihgabe einer Privatsammlung          |
|                     | Argenteuil                                                     | 1874                   | 149 × 115 cm        | RW 221  | Musée des Beaux-Arts Tournai                                                  |
|                     | Bords de la Seine à Argenteuil                                 | 1874                   | 60 × 81 cm          | RW 222  | National Museum Cardiff Cardiff                                               |
|                     | En bateau                                                      | 1874                   | 97,2 × 130,2 cm     | RW 223  | Metropolitan Museum of Art New York                                           |
|                     | Bateaux de bains sur le Seine                                  | um 1874                | unbekannt           | RW 224  | Privatsammlung                                                                |
|                     | Paysage                                                        | 1875                   | 46 × 56 cm          | RW 225  | Privatsammlung                                                                |
|                     | Baigneuses en Seine                                            | um 1862–65             | 132 × 98 cm         | RW 226  | Museu de Arte de São Paulo São Paulo                                          |
|                     | La famille Monet au jardin à Argenteuil                        | 1874                   | 61 × 99,7 cm        | RW 227  | Metropolitan Museum of Art New York                                           |
|                     | Berthe Morisot en chapeau de deuil et voile                    | 1874                   | 61 × 50 cm          | RW 228  | Privatsammlung                                                                |
|                     | Berthe Morisot à l’evetail                                     | 1874                   | 61 × 50 cm          | RW 229  | Palais des Beaux-Arts de Lille Paris                                          |
|                     | Le Grand Canal à Venise                                        | 1875                   | 56 × 45,7 cm        | RW 230  | Privatsammlung                                                                |
|                     | Le Grand Canal à Venise (Venise bleue)                         | 1875                   | 58,7 × 71,4 cm      | RW 231  | Shelburne Museum Shelburne (Vermont)                                          |
| Bild fehlt          | Un chien                                                       | 1875                   | 41 × 33 cm          | RW 232  | Privatsammlung                                                                |
|                     | King-Charles-Spaniel                                           | um 1866                | 47 × 37 cm          | RW 233  | National Gallery of Art Washington, D.C.                                      |
|                     | Tama, chien japonais                                           | 1875                   | 60 × 50 cm          | RW 234  | National Gallery of Art Washington, D.C.                                      |
| Bild fehlt          | Follette, chienne                                              | 1875                   | 37 × 32 cm          | RW 235  | Privatsammlung                                                                |
|                     | Parisienne                                                     | um 1874–75             | 192 × 125 cm        | RW 236  | Schwedisches Nationalmuseum Stockholm                                         |
|                     | Le linge                                                       | 1875                   | 145 × 115 cm        | RW 237  | Barnes Foundation Philadelphia                                                |
|                     | Portrait de l’Abbé Hurel                                       | 1875                   | 42 × 30 cm          | RW 238  | Museo Nacional de Arte Decorativo Buenos Aires                                |
|                     | Jeunne femme au livre                                          | 1875                   | 24 × 32 cm          | RW 239  | Privatsammlung                                                                |
|                     | Modèle du Linge                                                | 1875                   | 71 × 57 cm          | RW 240  | Privatsammlung                                                                |
|                     | Buste de Femme (Le Modèle du Linge)                            | 1875                   | 73,5 × 60 cm        | RW 241  | Privatsammlung                                                                |
|                     | Portrait d’Alice Legouvé                                       | 1875                   | 26 × 28 cm          | RW 242  | Armand Hammer Museum of Art Los Angeles                                       |
|                     | Cavalier (Portrait équestre de M. Arnaud)                      | um 1875                | 218 × 136 cm        | RW 243  | Galleria d’Arte Moderna Mailand                                               |
|                     | L’artiste                                                      | 1875                   | 192 × 128 cm        | RW 244  | Museu de Arte de São Paulo São Paulo                                          |
|                     | Portrait Carolus Duran                                         | 1876                   | 189 × 170 cm        | RW 245  | Barber Institute of Fine Arts Birmingham                                      |
|                     | Portrait d’Ernest Hoschedé                                     | 1877                   | 96 × 130 cm         | RW 246  | Museo Nacional de Bellas Artes Buenos Aires                                   |
|                     | Jacques Hoschedé enfant (Enfant dans les fleurs)               | 1876                   | 60 × 98 cm          | RW 247  | Nationalmuseum für westliche Kunst Tokio                                      |
|                     | Vase de jardin                                                 | 1876                   | 33 × 24 cm          | RW 248  | Privatsammlung                                                                |
|                     | Portrait Stéphane Mallarmé                                     | 1876                   | 27,5 × 36 cm        | RW 249  | Musée d’Orsay Paris                                                           |
|                     | Jeune femme assise                                             | um 1876                | 126 × 193 cm        | RW 250  | Privatsammlung                                                                |
|                     | La brioche                                                     | 1876                   | 46 × 54 cm          | RW 251  | Dallas Museum of Art Dallas                                                   |
|                     | Huîtres                                                        | 1876                   | 38 × 46 cm          | RW 252  | Privatsammlung                                                                |
|                     | Bob, chien griffon                                             | 1876                   | 27,5 × 21,5 cm      | RW 253  | Privatsammlung                                                                |
|                     | Le chien Donki                                                 | 1876                   | 32,5 × 25,5 cm      | RW 254  | Privatsammlung                                                                |
|                     | Tête de caniche                                                | 1876                   | 41,5 × 53 cm        | RW 255  | Privatsammlung                                                                |
|                     | Portrait de Faure dans le rôle de Hamlet                       | 1877                   | 196 × 130           | RW 256  | Hamburger Kunsthalle Hamburg                                                  |
|                     | Portrait de Faure dans le rôle d’Hamlet                        | 1877                   | 196 × 139 cm        | RW 257  | Museum Folkwang Essen                                                         |
|                     | Le Suicidé                                                     | zwischen 1877 und 1881 | 38 × 46 cm          | RW 258  | Stiftung Sammlung E. G. Bührle Zürich                                         |
|                     | Nana                                                           | 1877                   | 154 × 115 cm        | RW 259  | Hamburger Kunsthalle Hamburg                                                  |
|                     | Le skating                                                     | 1877–79                | 92 × 71,6 cm        | RW 260  | Fogg Art Museum Cambridge (Massachusetts)                                     |
|                     | Portrait d’Albert Wolff                                        | 1877                   | 89 × 71 cm          | RW 261  | Kunsthaus Zürich Zürich                                                       |
|                     | Antonin Proust                                                 | 1877                   | 180 × 125 cm        | RW 262  | Privatsammlung                                                                |
|                     | Antonin Proust                                                 | 1877                   | 182 × 110 cm        | RW 263  | Musée Fabre Montpellier                                                       |
|                     | Devant la glace                                                | 1876–77                | 92,1 × 71,4 cm      | RW 264  | Solomon R. Guggenheim Museum New York                                         |
|                     | Jeune femme en rose (Rosita Mauri)                             | 1879                   | 82 × 66 cm          | RW 265  | Puschkin-Museum (Sammlung Koehler) Moskau                                     |
|                     | Vase de fleurs                                                 | 1877                   | 98 × 61 cm          | RW 266  | Privatsammlung                                                                |
|                     | Huîtres et seau à champagne                                    | 1876–77                | 55 × 35 cm          | RW 267  | Privatsammlung                                                                |
|                     | Le bec de gaz                                                  | 1878                   | 40,6 × 32,7 cm      | RW 268  | Philadelphia Museum of Art Philadelphia                                       |
| Bild fehlt          | Rue Mosnier avec carosse                                       | um 1878                | 65 × 81 cm          | RW 269  | Privatsammlung                                                                |
|                     | La Rue Mosnier aux drapeux                                     | 1878                   | 65,5 × 88 cm        | RW 270  | J. Paul Getty Museum Los Angeles                                              |
|                     | La Rue Mosnier aux drapeux                                     | 1878                   | 65 × 81 cm          | RW 271  | Privatsammlung                                                                |
|                     | Paveurs de la rue                                              | 1878                   | 64 × 80 cm          | RW 272  | Privatsammlung                                                                |
|                     | Vue prise près de la Place Clichy                              | 1878                   | 40,5 × 24,2 cm      | RW 273  | Privatsammlung                                                                |
|                     | sous le arbes                                                  | 1878                   | 65 × 81 cm          | RW 274  | Privatsammlung                                                                |
|                     | Le bouchon                                                     | um 1878                | 73 × 91 cm          | RW 275  | Puschkin-Museum Moskau                                                        |
|                     | Autoportrait à la palette                                      | um 1879                | 83 × 67 cm          | RW 276  | Privatsammlung                                                                |
|                     | Autoportrait                                                   | 1878–79                | 94 × 63 cm          | RW 277  | Artizon Museum Tokio                                                          |
|                     | Au café                                                        | um 1878                | 77 × 83 cm          | RW 278  | Sammlung Oskar Reinhart «Am Römerholz» Winterthur                             |
| Bild fehlt          | Au café                                                        | 1878                   | 9 × 7 cm            | RW 279  | Privatsammlung                                                                |
|                     | Café-concert                                                   | 1878–79                | 47,5 × 32 cm        | RW 280  | Walters Art Museum Baltimore                                                  |
|                     | Chanteuse de café-concert                                      | um 1876–79             | 81 × 65 cm          | RW 281  | Privatsammlung                                                                |
|                     | La prune                                                       | um 1877                | 73,6 × 50,2 cm      | RW 282  | National Gallery of Art Washington, D.C.                                      |
|                     | Lise Campineau                                                 | 1878                   | 55 × 47 cm          | RW 283  | Helen Foresman Spencer Museum of Art Lawrence (Kansas)                        |
|                     | Lise Campineau                                                 | 1878                   | 56 × 47 cm          | RW 284  | Nelson-Atkins Museum of Art Kansas City (Missouri)                            |
|                     | Femme au fichu noir                                            | 1878                   | 61,5 × 50,5 cm      | RW 285  | Art Institute of Chicago Chicago                                              |
|                     | Jeune femme dans un jardin                                     | 1874                   | 41 × 33 cm          | RW 286  | Privatsammlung                                                                |
|                     | La blonde aux seins nus                                        | um 1878                | 62 × 51,5 cm        | RW 287  | Musée d’Orsay Paris                                                           |
|                     | Vase de jardin                                                 | 1879                   | 78 × 60 cm          | RW 288  | Ashmolean Museum Oxford                                                       |
|                     | Dans la serre                                                  | 1879–80                | 115 × 150 cm        | RW 289  | Nationalgalerie Berlin                                                        |
|                     | Portrait de Madame Manet dans la serre                         | 1879                   | 81 × 100 cm         | RW 290  | Nationalmuseum Oslo Oslo                                                      |
|                     | Chez le père Lathuille, en plein air                           | 1879                   | 92 × 112 cm         | RW 291  | Musée des Beaux-Arts Tournai                                                  |
|                     | Portrait de Mlle Gauthier-Lathuille                            | 1879                   | 61 × 50 cm          | RW 292  | Musée des Beaux-Arts Lyon                                                     |
|                     | Le chien Minnay                                                | 1879                   | 34 × 26 cm          | RW 293  | Privatsammlung                                                                |
|                     | Portrait de Jules de Jouy                                      | 1879                   | 79 × 65 cm          | RW 294  | National Museum Cardiff Cardiff                                               |
|                     | Promeneur                                                      | 1879                   | 24 × 20 cm          | RW 295  | Privatsammlung                                                                |
|                     | George Moore au café                                           | 1879                   | 65,4 × 81,3 cm      | RW 296  | Metropolitan Museum of Art New York                                           |
|                     | George Moore                                                   | 1879                   | 55 × 46 cm          | RW 297  | National Gallery of Art Washington, D.C.                                      |
|                     | Tête d’enfant                                                  | 1879                   | 36 × 33 cm          | RW 298  | Privatsammlung                                                                |
|                     | Jeune fille à la cravate (Isabelle Lemonnier)                  | 1879                   | 86 × 63 cm          | RW 299  | Ny Carlsberg Glyptotek Kopenhagen                                             |
|                     | Femme à l’epingle d’or                                         | um 1879                | 91 × 71 cm          | RW 300  | Privatsammlung                                                                |
|                     | Portrait de Mademoiselle Isabelle Lemonnier                    | um 1879–80             | 101,8 × 81,5 cm     | RW 301  | Eremitage (Sammlung Krebs) Sankt Petersburg                                   |
|                     | Isabelle Lemonnier au mauchon                                  | 1879–82                | 82 × 73 cm          | RW 302  | Dallas Museum of Art Dallas                                                   |
|                     | Mademoiselle Isabelle Lemmonier                                | 1879                   | 32,5 × 41 cm        | RW 303  | Philadelphia Museum of Art Philadelphia                                       |
|                     | Isabelle Lemonnier en robe de soirée                           | 1879                   | 101 × 81 cm         | RW 304  | Yamagata Museum of Art Yamagata (Yamagata) Dauerleihgabe einer Privatsammlung |
|                     | Jeune femme au chapeau rond                                    | 1877–79                | 54,6 × 41,5 cm      | RW 305  | Princeton University Art Museum Princeton (New Jersey)                        |
|                     | La dame en rose                                                | 1879–81                | 97 × 75 cm          | RW 306  | Galerie Neue Meister Dresden                                                  |
|                     | Tête de femme                                                  | 1879                   | 14 × 12 cm          | RW 307  | National Gallery of Art Washington, D.C.                                      |
|                     | Jeune fille à mi-corps                                         | um 1879                | 65,5 × 47,1 cm      | RW 308  | Privatsammlung                                                                |
|                     | Chanteuse du Café-Concert                                      | 1880                   | 53 × 35 cm          | RW 309  | Privatsammlung                                                                |
|                     | Chanteuse du Café-Concert                                      | 1880                   | 93 × 74,5 cm        | RW 310  | Privatsammlung                                                                |
|                     | Coin de café-concert                                           | 1879                   | 98 × 79 cm          | RW 311  | National Gallery London                                                       |
|                     | La serveuse de bocks                                           | um 1879                | 77 × 65 cm          | RW 312  | Musée d’Orsay Paris                                                           |
|                     | Lecture de l’illustré                                          | 1878–79                | 61 × 50 cm          | RW 313  | Art Institute of Chicago Chicago                                              |
|                     | Jeune fille et enfant                                          | 1877                   | 61 × 51 cm          | RW 314  | Arche Noah – Sammlung Kunst & Natur Hohenems                                  |
|                     | Jeune femme dans un jardin                                     | 1879                   | 110 × 72 cm         | RW 315  | Barnes Foundation Philadelphia                                                |
|                     | Jeune fille dans les fleurs                                    | 1879                   | 113,5 × 80,5 cm     | RW 316  | Musée des Beaux-Arts Lyon                                                     |
|                     | Jeune femme dans le fleurs                                     | 1876                   | 65,5 × 81 cm        | RW 317  | Privatsammlung                                                                |
|                     | Nu se coiffant                                                 | um 1878                | 81,5 × 65,5 cm      | RW 318  | Privatsammlung                                                                |
|                     | Toréador                                                       | 1879                   | 27 × 11 cm          | RW 319  | Privatsammlung                                                                |
|                     | Danseurs espagnols                                             | 1879                   | 25 cm Durchmesser   | RW 320  | Privatsammlung                                                                |
|                     | Danseurs espagnols                                             | 1879                   | 25 cm Durchmesser   | RW 321  | Privatsammlung                                                                |
|                     | Chanteuse de café-concert                                      | 1879                   | 25 cm Durchmesser   | RW 322  | Privatsammlung                                                                |
|                     | Espagnole avec éventails et majo                               | 1879                   | 18,5 cm Durchmesser | RW 323  | Privatsammlung                                                                |
|                     | Chaussons de danse                                             | 1879                   | 19 cm Durchmesser   | RW 324  | Privatsammlung                                                                |
|                     | Toréador saluant                                               | 1879                   | 19 cm Durchmesser   | RW 325  | Privatsammlung                                                                |
|                     | Portrait de Monsieur Brun                                      | um 1879                | 192 × 104,2 cm      | RW 326  | Nationalmuseum für westliche Kunst Tokio                                      |
|                     | Portrait de Monsieur Brun                                      | 1880                   | 64 × 35 cm          | RW 327  | Privatsammlung                                                                |
|                     | Journaliste (Chez Tortoni)                                     | um 1878                | 26 × 34 cm          | RW 328  | Isabella Stewart Gardner Museum (Seit 1990 gestohlen) Boston                  |
|                     | Portrait Clemenceau                                            | 1879–80                | 116 × 94 cm         | RW 329  | Kimbell Art Museum Fort Worth                                                 |
|                     | Portrait Clemenceau                                            | 1879–80                | 94 × 74 cm          | RW 330  | Musée d’Orsay Paris                                                           |
|                     | Portrait d’Antonin Proust                                      | 1880                   | 130 × 96 cm         | RW 331  | Toledo Museum of Art Toledo (Ohio)                                            |
| kein Bild verfügbar | Tête de Polichinelle                                           | 1880                   | unbekannt           | RW 332  | Privatsammlung                                                                |
|                     | Femme (Mme Guillemet)                                          | 1878                   | 90 × 71 cm          | RW 333  | High Museum of Art, Atlanta                                                   |
|                     | Emilie Ambre comme Carmen                                      | 1880                   | 92,4 × 73,5 cm      | RW 334  | Philadelphia Museum of Art Philadelphia                                       |
|                     | Fillette sur un banc                                           | 1880                   | 74 × 61 cm          | RW 335  | Privatsammlung                                                                |
|                     | Fillette sur un banc                                           | 1880                   | 60,5 × 50,5 cm      | RW 336  | Barnes Foundation Philadelphia                                                |
|                     | Femme au chat (Portrait de Madame Manet)                       | 1880–82                | 92,1 × 73 cm        | RW 337  | National Gallery Dauerleihgabe der Tate Gallery London                        |
|                     | Promenade (Mme Gamby)                                          | 1880                   | 93 × 70 cm          | RW 338  | Tokyo Fuji Art Museum Hachiōji                                                |
|                     | Jeune fille assise                                             | 1880                   | 33 × 25 cm          | RW 339  | Privatsammlung                                                                |
|                     | Femme à mi-corps                                               | 1880–81                | 63 × 47 cm          | RW 340  | Privatsammlung                                                                |
|                     | Femme en robe de soirée                                        | 1879–80                | 174,3 × 83,5 cm     | RW 341  | Solomon R. Guggenheim Museum New York                                         |
|                     | Panier fleuri                                                  | um 1880                | 65 × 81 cm          | RW 342  | Privatsammlung                                                                |
|                     | Jeune fille au seuil du jardin de Bellevue                     | 1880                   | 151 × 115 cm        | RW 343  | Privatsammlung                                                                |
|                     | Jeune fille dans le jardin de Bellevue                         | 1880                   | 65 × 77 cm          | RW 344  | Privatsammlung                                                                |
|                     | Mme Édouard Manet dans le jardin de Bellevue                   | 1880                   | 80,6 × 60,3 cm      | RW 345  | Metropolitan Museum of Art New York                                           |
|                     | La mère de Manet dans le jardin de Bellevue                    | 1880                   | 82 × 65 cm          | RW 346  | Privatsammlung                                                                |
|                     | Un coin du jardin de Bellevue                                  | 1880                   | 91 × 70,5 cm        | RW 347  | Stiftung Sammlung E. G. Bührle Zürich                                         |
|                     | Arrosoir                                                       | 1880                   | 96,5 × 60,6 cm      | RW 348  | Privatsammlung                                                                |
|                     | Jardin de Bellevue                                             | 1880                   | 54 × 65 cm          | RW 349  | Privatsammlung                                                                |
|                     | Nature morte, bocal de condiments                              | 1882                   | 33 × 25 cm          | RW 350  | Privatsammlung                                                                |
|                     | Jambon                                                         | 1877–80                | 32,4 × 41,2 cm      | RW 351  | Burrell Collection Glasgow                                                    |
|                     | Melon                                                          | 1880                   | 46,5 × 56,5 cm      | RW 352  | National Gallery of Art Washington, D.C.                                      |
|                     | Corbeille de poires                                            | 1880–82                | 31 × 35,5 cm        | RW 353  | Ashmolean Museum Oxford                                                       |
|                     | Corbeille de poires                                            | 1882                   | 35 × 41 cm          | RW 354  | Ordrupgaard Ordrup                                                            |
|                     | Poire                                                          | 1880                   | 22 × 16 cm          | RW 355  | Privatsammlung                                                                |
|                     | Deux poires                                                    | 1880                   | 17 × 24 cm          | RW 356  | National Gallery of Art Washington, D.C.                                      |
|                     | Une botte d’asperges                                           | 1880                   | 46 × 55 cm          | RW 357  | Wallraf-Richartz-Museum & Fondation Corboud Köln                              |
|                     | L’asperge                                                      | 1880                   | 16,5 × 21,5 cm      | RW 358  | Musée d’Orsay Paris                                                           |
|                     | Trois pommes                                                   | 1880                   | 17 × 23 cm          | RW 359  | Privatsammlung                                                                |
|                     | Le citron                                                      | 1880–81                | 14 × 21 cm          | RW 360  | Musée d’Orsay Paris                                                           |
|                     | Grappe de raisins                                              | 1880                   |                     | RW 361  | Privatsammlung                                                                |
|                     | Pêches                                                         | 1880                   | 29 × 39 cm          | RW 362  | Privatsammlung                                                                |
|                     | Prunes                                                         | 1880                   | 19,2 × 25 cm        | RW 363  | Museum of Fine Arts, Houston Houston                                          |
|                     | Emmanuel Chabrier                                              | 1881                   | 65 × 45 cm          | RW 364  | Fogg Art Museum Cambridge (Massachusetts)                                     |
|                     | Eugène Pertuiset, le chasseur de lions                         | 1881–82                | 150 × 170 cm        | RW 365  | Museu de Arte de São Paulo São Paulo                                          |
|                     | Portrait de Henri Rochefort                                    | um 1881                | 81,5 × 66,5 cm      | RW 366  | Hamburger Kunsthalle Hamburg                                                  |
|                     | Tête d’Olivier Paine                                           | 1881                   | 41 × 33 cm          | RW 367  | Privatsammlung                                                                |
|                     | L’evasion de Rochefort                                         | 1880–81                | 50 × 48 cm          | RW 368  | Privatsammlung                                                                |
|                     | L’evasion de Rochefort                                         | 1880–81                | 143 × 114 cm        | RW 369  | Kunsthaus Zürich Zürich                                                       |
|                     | L’evasion de Rochefort                                         | 1880–81                | 80 × 75 cm          | RW 370  | Musée d’Orsay Paris                                                           |
|                     | Henry Bernstein, enfant                                        | 1881                   | 135 × 97 cm         | RW 371  | Privatsammlung                                                                |
|                     | Printemps (Jeanne Demarsy)                                     | 1881                   | 73 × 51 cm          | RW 372  | J. Paul Getty Museum Los Angeles                                              |
|                     | La modiste                                                     | 1881                   | 85,1 × 73,7 cm      | RW 373  | Fine Arts Museums of San Francisco San Francisco                              |
|                     | Jeune femme à la pélerine                                      | 1881                   | 55 × 35 cm          | RW 374  | Musée des Beaux-Arts Lyon                                                     |
|                     | Banc                                                           | 1881                   | 65,1 × 81,2 cm      | RW 375  | Privatsammlung                                                                |
|                     | Le lièvre                                                      | 1881                   | 97,5 × 60 cm        | RW 376  | National Museum Cardiff Cardiff                                               |
|                     | Le Grand-duc                                                   | 1881                   | 97 × 64 cm          | RW 377  | Stiftung Sammlung E. G. Bührle Zürich                                         |
|                     | Liserons et capucines                                          | 1881                   | 97 × 57,5 cm        | RW 378  | McNay Art Museum San Antonio                                                  |
|                     | Coin de jardin                                                 | 1881                   | 98 × 58 cm          | RW 379  | Privatsammlung                                                                |
|                     | Deux roses                                                     | 1882                   | 19 × 24 cm          | RW 380  | Museum of Modern Art New York                                                 |
|                     | Roses, tulips et lilas dans un vase de cristal                 | um 1881                | 54 × 34 cm          | RW 381  | Privatsammlung                                                                |
|                     | Lilas dans un verre                                            | um 1882                | 26,5 × 21 cm        | RW 382  | Privatsammlung                                                                |
|                     | Jeune tareau dans un pré                                       | 1881                   | 79 × 99 cm          | RW 383  | Privatsammlung                                                                |
|                     | Dahlias                                                        | 1881                   | 22 × 48 cm          | RW 384  | Privatsammlung                                                                |
|                     | Chrysanthèmes                                                  | 1881                   | 17 × 58 cm          | RW 385  | Museum of Modern Art Ibaraki Mito                                             |
|                     | Chrysanthèmes                                                  | 1881                   | 21 × 42 cm          | RW 386  | Privatsammlung                                                                |
|                     | Étude por Le bar aux Folies-Bergère                            | 1881                   | 47 × 56 cm          | RW 387  | Privatsammlung                                                                |
|                     | Le Bar aux Folies-Bergère                                      | 1881–2                 | 96 × 130 cm         | RW 388  | Courtauld Institute of Art London                                             |
|                     | Jean-Baptiste Faure                                            | 1882–83                | 92 × 73,5 cm        | RW 389  | Privatsammlung                                                                |
|                     | Jean-Baptiste Faure                                            | 1882–83                | 81 × 63 cm          | RW 390  | Metropolitan Museum of Art New York                                           |
|                     | Jean-Baptiste Faure                                            | 1882–83                | 46 × 38 cm          | RW 391  | Metropolitan Museum of Art New York                                           |
|                     | Clairon                                                        | 1882–83                | 73 × 51 cm          | RW 392  | Dallas Museum of Art Dallas Dauerleihgabe der Pauline Allen Gill Foundation   |
|                     | L’automne (Portrait de Méry Laurent)                           | 1882                   | 73 × 51 cm          | RW 393  | Musée des Beaux-Arts de Nancy Nancy                                           |
|                     | Amazone, fond bleau                                            | 1882–83                | 73 × 52 cm          | RW 394  | Museo Thyssen-Bornemisza Madrid                                               |
|                     | Amazone de profil                                              | 1882                   | 71,5 × 51 cm        | RW 395  | Privatsammlung                                                                |
|                     | Amazone                                                        | 1882                   | 114 × 86 cm         | RW 396  | Villa Flora Winterthur                                                        |
|                     | Jeune femme dans la verdure                                    | 1882                   | 150 × 115 cm        | RW 397  | Privatsammlung                                                                |
|                     | Liseuse                                                        | 1879                   | unbekannt           | RW 398  | Privatsammlung                                                                |
|                     | Julie Manet sur l’arrosoir                                     | 1880                   | 100 × 81 cm         | RW 399  | Privatsammlung                                                                |
|                     | Coin de jardin                                                 | 1882                   | 23 × 31 cm          | RW 400  | Privatsammlung                                                                |
|                     | Un banc sous les arbes                                         | 1882                   | 81 × 65 cm          | RW 401  | Privatsammlung                                                                |
|                     | Une allée du jardin de Rueil                                   | 1882                   | 82 × 66 cm          | RW 402  | Kunstmuseum Bern Bern                                                         |
|                     | Une allée du jardin de Rueil                                   | 1882                   | 61 × 50 cm          | RW 403  | Musée des Beaux–Arts Dijon                                                    |
|                     | Une allée du jardin de Rueil                                   | 1882                   | 81 × 65,5 cm        | RW 404  | Privatsammlung/Verbleib unbekannt                                             |
|                     | Coin du jardin de Rueil                                        | 1882                   | 56 × 46 cm          | RW 405  | Privatsammlung                                                                |
|                     | La maison de Rueil                                             | 1882                   | 92 × 73 cm          | RW 406  | National Gallery of Victoria Melbourne                                        |
|                     | La maison de Rueil                                             | 1882                   | 73 × 92 cm          | RW 407  | Nationalgalerie Berlin                                                        |
|                     | Pomme sur une assiette                                         | 1882                   | 21 × 26 cm          | RW 408  | Privatsammlung                                                                |
| Siehe untere Liste  |                                                                |                        |                     | RW 409  |                                                                               |
|                     | Quatre pommes                                                  | 1882                   | 18 × 24 cm          | RW 410  | Privatsammlung                                                                |
|                     | Quatre mandarines                                              | 1882                   | 19 × 24 cm          | RW 411  | Privatsammlung                                                                |
|                     | Pêches                                                         | 1882                   | 33 × 40 cm          | RW 412  | Privatsammlung                                                                |
|                     | Grenades                                                       | 1882                   | 22 × 30 cm          | RW 413  | Privatsammlung                                                                |
|                     | Corbeille de fraises                                           | 1882                   | 21 × 27 cm          | RW 414  | Metropolitan Museum of Art New York                                           |
|                     | Corbeille de fruits                                            | 1882                   | 37 × 46 cm          | RW 415  | Philadelphia Museum of Art Philadelphia                                       |
|                     | Lilas et roses                                                 | 1882                   | 32 × 24 cm          | RW 416  | Privatsammlung                                                                |
|                     | Vase de fleurs, roses et lilas                                 | 1882                   | 55 × 35 cm          | RW 417  | Privatsammlung                                                                |
|                     | Lilas blanc dans un vase de chrystal                           | 1882                   | 55 × 34 cm          | RW 418  | Nelson-Atkins Museum of Art, Kansas City (Missouri)                           |
|                     | Roses dans un verre à champagne                                | 1882                   | 31 × 24 cm          | RW 419  | Burrell Collection Glasgow                                                    |
|                     | Roses, oeillets, pensées                                       | 1882                   | 32 × 25 cm          | RW 420  | National Gallery of Art Washington, D.C.                                      |
|                     | Bouquet de fleurs                                              | 1882                   | 52 × 34 cm          | RW 421  | Sammlung Oskar Reinhart «Am Römerholz» Winterthur                             |
|                     | Fleurs dans une vase                                           | 1882                   | 54 × 33 cm          | RW 422  | Privatsammlung                                                                |
|                     | Oeillets et clématites dans un vase de cristal                 | um 1882                | 56 × 35 cm          | RW 423  | Musée d’Orsay Paris                                                           |
|                     | Roses et pétales                                               | 1882                   | 16 × 22 cm          | RW 424  | Privatsammlung                                                                |
|                     | Roses mousseuses dans un vase                                  | 1882                   | 58 × 36 cm          | RW 425  | Sterling and Francine Clark Art Institute Williamstown (Massachusetts)        |
|                     | Bouquet de pivoines                                            | 1882                   | 55 × 36 cm          | RW 426  | Privatsammlung                                                                |
|                     | Lilas blanc dans un vase de verre                              | 1882                   | 56 × 46 cm          | RW 427  | Nationalgalerie Berlin                                                        |
|                     | Roses et Lilas                                                 | 1883                   | 54 × 41 cm          | RW 428  | Dallas Museum of Art Dallas                                                   |
|                     | Roses dans un vase                                             | 1883                   | 56 × 35 cm          | RW 429  | Privatsammlung                                                                |
|                     | Roses dans un verre à pied                                     | 1883                   | 59,7 × 48,3 cm      | RW 430  | Privatsammlung                                                                |
|                     | Fleurs dans un vase de cristal                                 | um 1882                | 59,7 × 48,3 cm      | ohne    | Musée d’Orsay Paris                                                           |
|                     | Nature morte à la brioche                                      | 1880                   | 55 × 35 cm          | ohne    | Carnegie Museum of Art Pittsburgh                                             |
|                     | Enfants aux Tuileries                                          | um 1861–62             | 37,8 × 46 cm        | ohne    | Rhode Island School of Design Museum Providence                               |
|                     | La gare du chemin de fer de Sceaux                             | 1870                   | 50 × 60,5 cm        | ohne    | Privatsammlung                                                                |
|                     | Marguerite de Conflans                                         | um 1876                | 53 × 64 cm          | ohne    | Musée des Augustins (Leihgabe des Musée d’Orsay) Toulouse                     |
|                     | Nature morte, melon                                            | um 1880–81             | 32,6 × 44,1 cm      | ohne    | National Gallery of Victoria Melbourne                                        |
|                     | Portrait de Monsieur Pagans                                    | 1879                   | 10,4 × 6,9 cm       | ohne    | Privatsammlung                                                                |
|                     | Paysage (Arcachon)                                             | 1871                   | 30 × 44 cm          | ohne    | Ashmolean Museum Oxford                                                       |
|                     | Moïse sauvé des eaux                                           | unbekannt              | 51 × 61 cm          | ohne    | Privatsammlung                                                                |

## Liste weiterer Manet zugeschriebener Werke
Folgende Werke sind teilweise in der Literatur als Werke Manets bezeichnet, finden sich aber nicht oder nicht mehr in den Werkverzeichnissen.
| Bild       | Titel                                                                          | Entstehungsjahr           | Format in cm   | Sammlung, Ort                                       | Anmerkung |
| ---------- | ------------------------------------------------------------------------------ | ------------------------- | -------------- | --------------------------------------------------- | --- |
| Bild fehlt | Bon Bock Café                                                                  | 1881                      | 26,6 × 34,9 cm | National Gallery of Art Washington, D.C.            | 1942 und 1952 als Werk von Manet ausgestellt |
| Bild fehlt | Madame Lépine                                                                  | unbekannt                 | 32,1 × 24,2 cm | National Gallery of Art Washington, D.C.            | In den Werkverzeichnissen von 1932 und 1947 enthalten |
|            | L’expolsion                                                                    | unbekannt                 | 37,5 × 45,5 cm | Museum Folkwang Essen                               | möglicherweise ein Bild von Félix Vallotton |
|            | Portrait de Monsieur Tillet                                                    | um 1871                   | 35,2 × 27 cm   | Privatsammlung                                      | 1999 als Werk Manets versteigert |
|            | Portrait d’Antonin Proust                                                      | unbekannt                 | 65 × 54 cm     | Puschkin-Museum Moskau                              | Nicht im Werkverzeichnis von 1975 enthalten |
|            | Natur morte, deux pommes                                                       | 1882                      | 65 × 54 cm     | Musée Magnin Dijon                                  | Im Werkverzeichnis von 1975 zwar als Nr. 409 enthalten, wird das Werk vom besitzenden Museum und weiteren Kunsthistorikern inzwischen nicht mehr als Werk Manets betrachtet                                                                               |
|            | Still Life with Two Apples                                                     | um 1880                   | 24,1 × 31,8 cm | Yale University Art Gallery New Haven (Connecticut) | In Werkverzeichnis von 1975 nicht enthalten, aber vom Museum als Werk Manets ausgestellt |
|            | Paysage                                                                        | um 1881                   | 16.7 × 20 cm   | Privatsammlung                                      | In Werkverzeichnis von 1975 nicht enthalten, 2001 in Japan als Werk Manets ausgestellt |
|            | Les voiliers                                                                   |                           | 23,2 × 32,5 cm | Privatsammlung                                      | In Werkverzeichnis von 1975 nicht enthalten, 2001 in Japan als Werk Manets ausgestellt |
|            | L’homme avec un canne                                                          | um 1865                   | 31,8 × 19 cm   | Menard Art Museum Komaki                            | In Werkverzeichnis von 1975 nicht enthalten, 2001 in Japan als Werk Manets ausgestellt |
|            | Fruits                                                                         | 1864                      | 21,6 × 29,5 cm | Burrell Collection Glasgow                          | In Werkverzeichnis von 1975 nicht enthalten, 1977 in Großbritannien als Werk Manets ausgestellt |
|            | Fleurs                                                                         | unbekannt                 | 26,5 × 35,5 cm | Museum Boijmans Van Beuningen Rotterdam             | In Werkverzeichnis von 1975 nicht enthalten, wird vom Museum als Werk Manets ausgestellt |
|            | (Deux perroquets)                                                              | unbekannt                 | 14,2 × 23,6 cm | Musée des Beaux-Arts de Brest Brest                 | In Werkverzeichnis von 1975 nicht enthalten, wird vom Museum als Werk von Manet ausgestellt |
|            | Entombment (Grablegung Christi)                                                | unbekannt                 | 14,2 × 23,6 cm | Museumslandschaft Hessen Kassel Kassel              | In Werkverzeichnis von 1975 nicht enthalten, wird vom Museum als „Manet zugeschrieben“ ausgestellt |
|            | Ansicht von Granada                                                            | unbekannt                 | 62 × 45,5 cm   | Staatsgalerie Stuttgart Stuttgart                   | In Werkverzeichnis von 1975 nicht enthalten, wird vom Museum als Werk von Manet gelistet. Ursprung wurde es als Landschaft bei Oloron-Sainte-Marie geführt, heute betrachtet das Museum das Bild als Kopie nach einem Gemälde von Marià Fortuny i Marsal. |
|            | I et brasserie (Im Café-concert)                                               | unbekannt                 | 46 × 33,6 cm   | Ordrupgaard Ordrup                                  | In keinem Werkverzeichnis enthalten, 1922 als Manet ausgestellt, wird vom Museum als Kopie eines unbekannten Künstlers gelistet. |
|            | Stilleben med fiskar (Stillleben mit Fischen)                                  | unbekannt                 | 73 × 92 cm     | Schwedisches Nationalmuseum Stockholm               | Noch 1922 als Werk Manets ausgestellt, in den Werkverzeichnissen von 1926 und 1932 bereits als Kopie ausgewiesen. Auch das Schwedische Nationalmuseum listet das Gemälde als Kopie des Originals im Art Institute of Chicago, siehe RW 80.                |
|            | Portrett av maleren Giuseppe de Nittis (Porträt des Malers Giuseppe de Nittis) | unbekannt                 | 60 × 49 cm     | Nationalmuseum Oslo Oslo                            | Als Autor des Gemäldes wird Édouard Manet (Artist - uncertain) – also Künstler ungewiss – angegeben. |
|            | Ruhendes Mädchen                                                               | unbekannt                 | 36 × 56 cm     | unbekannt                                           | Das Bild wurde 1931 als Werk Manets in Berlin versteigert. |
|            | Stillleben                                                                     | unbekannt                 | 36,8 × 45,1 cm | Scottish National Gallery Edinburgh                 | Das Gemälde wurde 1923 vom Museum als Werk Manets angekauft. Seit den 1930er Jahren gilt das Bild als Fälschung. |
|            | Bateaux de Peche sur la Plage, Saint- Pierre-en-Porte, Normandie               | 1873                      | 47,9 × 64,1 cm | Fine Arts Museums of San Francisco San Francisco    | Das Gemälde wird vom Museum als Werk von Manet gelistet. |
|            | Paysage. Bord de mer avec arbres                                               | 2. Hälfte 19. Jahrhundert | 27,5 × 38,5 cm | Louvre Paris                                        | In Werkverzeichnis von 1975 nicht enthalten. Davor wurde das Gemälde zeitweise Manet zugeschrieben, gilt heute als Werk eines unbekannten Künstlers |
|            | Früchtestillleben                                                              | um 1866                   | 31 × 43 cm     | Privatbesitz                                        | In Werkverzeichnis von 1975 nicht enthalten. Das Gemälde wurde 1928 in Berlin als Werk Manets ausgestellt, gilt heute als Werk eines unbekannten Künstlers                                                                                                |